# Oerlikon KCA
Oerlikon KCA är en automatkanon utvecklad av Oerlikon. Den har använts som fast beväpning i JA 37 Viggen under beteckningen 30 mm automatkanon m/75. Oerlikon utvecklade en patron i kaliber 30x173 mm för denna kanon och det är en av de kraftigaste patronerna som används praktiskt i en automatkanon för beväpning av flygplan.
Patronen kom senare att användas i GAU-8 som utvecklades för markattackplanet Fairchild-Republic A-10 men med den skillnaden att den elektriska tändningen byttes ut mot en vanlig slagstiftständning och hylsan tillverkades i aluminium istället för stål.
Kanonen är en gasomladdad revolverkanon som är grundad på den tyska kanonen Mauser MG 213C. Revolvermagasinet har fyra patronlägen.